# Панцербитер, Карл Карлович
Карл (Карл Фридрих) Карлович Панцербитер (1765—1819) — генерал-майор, герой Бородинского сражения.
Родился в 1765 году, происходил из дворян Лифляндской губернии. Образование получил в Сухопутном шляхетском корпусе, по окончании курса наук выпущен 18 февраля 1785 года подпоручиком в Киевский гренадерский полк.
С этим полком в 1788 году выступил на театр войны со Швецией и принял участие в нескольких сражениях; 15 мая следующего года был переведён в Великолуцкий пехотный полк.
В 1794 году Панцербитер находился в Польше, где сражался с инсургентами Костюшко, участвовал в делах в окрестностях Вильно, под Гродно и Брест-Литовском.
29 марта 1799 года Панцербитер был произведён в майоры и назначен в Рязанский пехотный полк; в декабре 1804 года получил чин подполковника.
В кампании 1806—1807 годов в Восточной Пруссии Панцербитер отличился в сражении с французами при Прейсиш-Эйлау, за что получил орден св. Владимира 4-й степени; в бою под Фридландом он был ранен в левую руку и получил чин полковника. Вслед за тем он участвовал в войне со шведами.
19 октября 1810 года Панцербитер был назначен шефом Алексопольского мушкетерского полка и во главе его в 1812 году принял участие в отражении нашествия Наполеона в Россию, состоял в 7-м пехотном корпусе 2-й Западной армии. Особенно он отличился в первом же деле Отечественной войны при Салтановке и под Смоленском, где командовал 2-й бригадой 12-й пехотной дивизии. 23 декабря 1812 года он был награждён орденом св. Георгия 4-й степени (№ 1118 по кавалерскому списку Судравского и № 2485 по списку Григоровича — Степанова).
В воздаяние ревностной службы и отличия, оказанного в сражении против французских войск 26 августа при сел. Бородине, где, командуя бригадою, составленною из Алексопольского и Новоингерманландского полков, был во время сражения впереди и, подавая пример храбрости подчиненным, сильные неприятельские колонны опрокидывал штыками и удерживал онаго от покушения.
11 августа 1813 года Панцербитер за отличие в сражении под Малоярославцем был награждён золотой шпагой с надписью «За храбрость».
В Заграничных кампаниях 1813 и 1814 годов Панцербитер находился при блокаде Модлина и Майнца и завершил свою боевую деятельность против Наполеона участием во взятии Парижа. Среди прочих наград за отличия в кампаниях 1812—1814 годов он имел ордена св. Анны 2-й степени с алмазными знаками, св. Владимира 3-й степени и прусский «Pour le Mérite»
Во время генерального смотра союзных сил в Вертю 30 августа 1815 года он за отличие при взятии Модлина был произведён в генерал-майоры. По возвращении в Россию он с 19 января 1816 года состоял генералом для особых поручений при начальнике 12-й пехотной дивизии, однако на этой должности находился недолго, поскольку раны, полученные в сражениях с французами, не давали возможности продолжать строевую службу и в мае 1816 года Панцербитер вышел в отставку.
Скончался он в 1819 году.